# ハンク・コンガー
ヒョン・チェ・コンガー（Hyun Choi "Hank" Conger, 1988年1月29日 - ）は、アメリカ合衆国ワシントン州フェデラルウェイ出身の元プロ野球選手（捕手）、野球指導者。右投両打。MLBのミネソタ・ツインズで一塁兼捕手コーチを務める。
両親は韓国人であり、韓国名はチェ・ヒョン（최현／Hyun Choi）。

## 経歴

### プロ入り前
父が子供の頃にアメリカ人の叔父エイドリアン・コンガーの養子になったことからコンガー姓となった。本塁打王ハンク・アーロンにちなみ「ハンク」というニックネームを付けられた。カリフォルニア州のハンティントンビーチ高等学校時代から、強肩のスイッチヒッター捕手として注目を集めていた。

### プロ入りとエンゼルス時代
2006年のMLBドラフト1巡目（全体25位）でロサンゼルス・エンゼルス・オブ・アナハイムから指名され、6月16日に契約を結んだ。契約後、傘下のルーキー級アリゾナリーグ・エンゼルスでプロデビュー。19試合に出場して打率.319、1本塁打、11打点、1盗塁を記録した。
2007年はルーキー級アリゾナリーグとA級シーダーラピッズ・カーネルズでプレー。84試合に出場して打率.290、11本塁打、48打点、9盗塁を記録した。
2008年はA+級ランチョクカモンガ・クエークスでプレーし、73試合に出場して打率.303、13本塁打、75打点、2盗塁を記録した。
2009年はAA級アーカンソー・トラベラーズでプレーし、123試合に出場して打率.294、11本塁打、68打点、3盗塁を記録した。
2010年はAAA級ソルトレイク・ビーズで開幕を迎えた。シーズン途中の7月にはオールスター・フューチャーズゲームにアメリカ合衆国選抜として出場し、3点本塁打を放つ活躍でMVPを受賞した。AAA級ソルトレイクでは108試合に出場して打率.300、11本塁打、49打点を記録した。9月7日にエンゼルスとメジャー契約を結んでアクティブ・ロースター入りし、11日のシアトル・マリナーズ戦で7-0とリードした7回裏、松井秀喜の代打でメジャー初出場を果たした（結果は三振）。9月15日のクリーブランド・インディアンス戦で捕手として初先発出場し、メジャー初安打と初打点を記録した。この年メジャーでは13試合に出場した。
2011年は正捕手のマイク・ナポリが移籍したため、ジェフ・マシスとの正捕手争いになった。開幕ロースター入りし、マシスと交互に先発起用されていたが、7月19日にAAA級ソルトレイクへ降格した。その後、8月19日に再昇格した。この年はマシスの93試合に次ぐ、59試合に出場して打率.209、6本塁打、19打点を記録した。
2012年はマシスが移籍したが、新加入のクリス・アイアネッタに正捕手の座を奪われ、2番手捕手もボビー・ウィルソンが就いたことにより、開幕をAAA級ソルトレイクで迎えた。6月5日にウィルソンが故障者リスト入りしたため、メジャーへ昇格。5試合全て先発起用されたが、6月17日にAAA級ソルトレイクへ降格。登録枠が拡大した9月4日に再昇格した。この年は7試合の出場にとどまり、実質4番手捕手の扱いだった。
2013年3月2日にエンゼルスと1年契約に合意。2番手捕手へ昇格し、アイアネッタの115試合に次ぐ92試合に出場して打率.249、7本塁打、21打点を記録した。
2014年は2年連続で開幕ロースター入りした。

### アストロズ時代
2014年11月5日にカルロス・ペレス、ニック・トロピアーノとのトレードで、ヒューストン・アストロズへ移籍した。
2015年は正捕手であるジェイソン・カストロの不振もあり、第2捕手として73試合に出場した。打率こそ.229と相変わらず低かったが、自身初の二桁となる11本塁打を放った。また、33打点・OPS0.759は、いずれも自己ベストの数値であり、打撃面で少し成長の跡を見せた。一方、ディフェンス面ではとんでもない不振に陥った。DRS - 6は自己ワーストだったほか、盗塁を43回トライされて1回しか刺せず、阻止率は2%だった。

### レイズ時代
2015年12月2日に金銭トレードで、タンパベイ・レイズへ移籍した。
2016年7月11日にマイナー・オプションで傘下のAAA級ダーラム・ブルズに降格し、9月6日にDFA、8日に40人枠外となった。レギュラーシーズン終了後の10月4日にFAとなった。

### レイズ退団後
2017年2月9日にアリゾナ・ダイヤモンドバックスとマイナー契約を結び、同年のスプリングトレーニングに招待選手として参加することになった。7月28日にFAとなった。
2018年5月8日にメキシカンリーグのプエブラ・パロッツと契約した。7月11日にFAとなった。

### 引退後
2020年からは両親の母国である韓国のロッテ・ジャイアンツの一軍バッテリーコーチとなり、指導者へ転身した。
2022年からはアメリカへ戻り、ミネソタ・ツインズの一塁ベース兼捕手コーチを務める。
2023年は一塁ベースコーチ専任となった。
2024年からはベンチコーチ補佐を務めている。

## 詳細情報

### 年度別打撃成績
| 年 度    | 球 団    | 試 合 | 打 席 | 打 数 | 得 点 | 安 打 | 二 塁 打 | 三 塁 打 | 本 塁 打 | 塁 打 | 打 点 | 盗 塁 | 盗 塁 死 | 犠 打 | 犠 飛 | 四 球 | 敬 遠 | 死 球 | 三 振 | 併 殺 打 | 打 率 | 出 塁 率 | 長 打 率 | O P S |
| -------- | -------- | ----- | ----- | ----- | ----- | ----- | -------- | -------- | -------- | ----- | ----- | ----- | -------- | ----- | ----- | ----- | ----- | ----- | ----- | -------- | ----- | -------- | -------- | ----- |
| 2010     | LAA      | 13    | 34    | 29    | 2     | 5     | 1        | 1        | 0        | 8     | 5     | 0     | 0        | 0     | 0     | 5     | 0     | 0     | 9     | 1        | .172  | .294     | .276     | .570  |
| 2011     | LAA      | 59    | 197   | 177   | 14    | 37    | 8        | 0        | 6        | 63    | 19    | 0     | 0        | 2     | 0     | 17    | 2     | 1     | 37    | 2        | .209  | .282     | .356     | .638  |
| 2012     | LAA      | 7     | 22    | 18    | 0     | 3     | 0        | 0        | 0        | 3     | 1     | 0     | 0        | 1     | 1     | 1     | 0     | 1     | 0     | 1        | .167  | .238     | .167     | .405  |
| 2013     | LAA      | 92    | 255   | 233   | 23    | 58    | 13       | 1        | 7        | 94    | 21    | 0     | 1        | 0     | 1     | 17    | 2     | 4     | 61    | 6        | .249  | .310     | .403     | .713  |
| 2014     | LAA      | 80    | 260   | 231   | 24    | 51    | 12       | 0        | 4        | 75    | 25    | 0     | 2        | 4     | 1     | 22    | 0     | 2     | 57    | 6        | .221  | .293     | .325     | .618  |
| 2015     | HOU      | 73    | 229   | 201   | 25    | 46    | 11       | 0        | 11       | 90    | 33    | 0     | 1        | 1     | 2     | 23    | 0     | 2     | 63    | 6        | .229  | .311     | .448     | .759  |
| 2016     | TB       | 49    | 137   | 124   | 6     | 24    | 5        | 0        | 3        | 38    | 10    | 0     | 0        | 1     | 0     | 12    | 0     | 0     | 40    | 4        | .194  | .265     | .306     | .571  |
| MLB：7年 | MLB：7年 | 373   | 1134  | 1013  | 94    | 224   | 50       | 2        | 31       | 371   | 114   | 0     | 4        | 9     | 5     | 97    | 4     | 10    | 267   | 26       | .221  | .294     | .366     | .660  |

### 表彰
MiLB
- オールスター・フューチャーズゲームMVP：1回（2010年）

### 記録
MiLB
- オールスター・フューチャーズゲーム選出：1回（2010年）

### 背番号
- 64（2010年）
- 16（2011年 - 2014年途中、2015年）
- 24（2014年途中 - 同年終了、2016年）
- 85（2020年 - 2021年）
- 35（2022年 - ）